# Swe-Danes
Swe-Danes var en dansk-svensk jazz- och underhållningstrio bestående av Svend Asmussen (violin), Ulrik Neumann (gitarr) och Alice Babs (sång). Trion var aktiv 1958–1962.
Swe-Danes medverkade i revyn ”Evergreens” i Stockholm och väckte internationell uppmärksamhet. 1958–1961 framträdde de i Skandinavien, England och Tyskland liksom i USA, bland annat på Coconut Grove i Los Angeles.
Swe-Danes gav bland annat ut inspelningarna Scandinavian Shuffle (1960) och Med Swe-Danes på Berns (1961). Trion upplöstes 1962 men Asmussen och Neumann fortsatte vidare som duo fram till 1964.

## Diskografi
Album
- 1960 – Scandinavian Shuffle
- 1961 – Med Swe-Danes på Berns (med Bengt Hallbergs Trio)
- 1962 – På begäran

EPs
- 1960 – The Swe-Danes
- 1960 – The Swe-Danes Vol. 2
- 1960 – Scandinavian Shuffle

Singlar (urval)
- 1960 – "Scandinavian Shuffle" / Hot Toddy"
- 1960 – "Georgia Camp Meeting" / "Swe-Dane Shuffle"
- 1960 – "When Your Time Comes To Go" / "Hey, look Me Over"
- 1960 – "Goofus" / "When Your Time Comes To Go"
- 1960 – "When Your Time Comes To Go" / "Side By Side"